# Veglio
Veglio är en ort och kommun i provinsen Biella i regionen Piemonte i Italien. Kommunen hade 477 invånare (2018).